# كيت تشان
كيت تشان (بالصينية: 陈洁仪؛ بالإنجليزية: Kit Chan) هي مغنية وملحنة وممثلة سنغافورية، ولدت في 15 سبتمبر 1972 في سنغافورة.

## وصلات خارجية
- كيت تشان على موقع IMDb (الإنجليزية)
- كيت تشان على موقع ميوزك برينز (الإنجليزية)
- كيت تشان على موقع ديسكوغز (الإنجليزية)
- كيت تشان على موقع قاعدة بيانات الفيلم (الإنجليزية)